# Express Yourself
"Express Yourself" är en låt framförd av den amerikanska popartisten Madonna, utgiven som den andra singeln från hennes fjärde studioalbum Like a Prayer den 9 maj 1989. Den skrevs och producerades av Madonna och Stephen Bray som en hyllning till Sly and the Family Stone. På den amerikanska singellistan Billboard Hot 100 nådde den andra plats som bäst.